# Georg Frederik de Falsen Zytphen-Adeler
Georg Frederik (Fritz) lensbaron de Falsen Zytphen-Adeler (31. januar 1870 i Dønnerup syd for Jyderup – 9. januar 1932 i København) var en dansk lensbaron til Baroniet Adelersborg (opløst 1921) og hofjægermester.
Han var søn af Frederik Herman Christian de Falsen Zytphen-Adeler og hustru Malvina født de Falsen. Han blev student fra Århus 1890, cand.polit. 1894 og var gesandskabsattaché 1905-08.
Gift med Petra Zytphen-Adeler (født Steensen-Leth 6. september 1873), datter af kammerherre Carl Steensen-Leth.
Han var Ridder af Dannebrog og af den Belgiske Leopolds Orden.